# Drosera rechingeri
Drosera rechingeri ist eine fleischfressende Pflanze aus der Gattung Sonnentau (Drosera). Sie gehört zur Gruppe der sogenannten Zwergsonnentaue und ist im südwestlichen Australien heimisch.

## Beschreibung
Drosera rechingeri ist eine mehrjährige, krautige Pflanze. Diese bildet eine kompakte, rosettenförmige Knospe aus Blättern mit einem Durchmesser von etwa 1,5 cm. Die Sprossachse ist 1 cm lang und nur mit den welken Blättern der Vorsaison bedeckt. 
Die Knospe der Nebenblätter ist breit eiförmig, glatt, 5 mm lang und 5 mm im Durchmesser an der Basis. Die Nebenblätter selbst sind 4,5 mm lang, 3 mm breit, 1 mm breit an der Basis und dreilappig. Der mittlere Lappen ist in 3 Segmente geteilt. Jedes Segment ist an der Spitze gefranst. Die seitlichen Lappen sind etwas kürzer als der zentrale Lappen. Die äußeren Ränder sind in der oberen Hälfte gesägt. Die Spitze und die inneren Ränder sind nahe der Spitze in wenige Fransen geteilt. Der unterste Lappen hat die gleiche Länge wie der zentrale Lappen.
Die Blattspreiten sind breit elliptisch, tief eingedellt, 1,5 mm lang und 1,2 mm breit. Die längeren Tentakeldrüsen befinden sich am Rand, kürzere in Inneren. Auf der Unterseite sind sie unbehaart. Die Blattstiele sind eng lanzettlich, bis zu 5 mm lang, am Ansatz 1 mm und verjüngen sich auf 0,3 mm an der Blattspreite. Sie sind länglich mit einer breiten, halbrunden Rippe auf der Unter- und Oberseite entlang der Blattstiele. Die Ränder und die Oberseite sind drüsig, die Unterseite unbehaart.  
Blütezeit ist Oktober. Die ein bis zwei Blütenstände sind 4 cm lang und komplett mit winzigen Drüsen besetzt. In Richtung Spitze werden die Drüsen dichter. Der Blütenstand ist ein Wickel aus 12 und mehr Blüten an rund 3 mm langen Blütenstielen. Die eiförmigen Kelchblätter sind 2 mm lang und 1,2 bis 1,5 mm breit. Die Ränder sind ganzrandig, die Spitzen unregelmäßig gesägt. Die gesamte Oberfläche ist mit einigen Drüsen besetzt. Die Kronblätter sind hell zitronengelb, weiß an der Basis, verkehrt eiförmig, 5 mm lang und 3,5 mm breit. Die Spitzen sind leicht gekerbt.
Die fünf Staubblätter sind 1,5 mm lang. Die Staubfäden sind weiß, die Staubbeutel blassgelb und die Pollen gelb. Der goldgrüne Fruchtknoten ist kreiselförmig, 0,6 mm lang und 1 mm im Durchmesser. Die 3 weißen, fast horizontal gestreckten Griffel sind 3 bis 4,5 mm lang, 0,15 mm im Durchmesser und verjüngen sich zu einem Punkt an der Spitze. Die Narben sind weiß und einfach geformt.
Typisch für Zwergsonnentaue ist die Bildung von Brutschuppen: Die breit eiförmigen, 0,7 mm dicken Brutschuppen werden gegen Ende November bis Anfang Dezember in großer Zahl gebildet und haben eine Länge von ca. 1 mm und eine Breite von 0,8 mm.

Verbreitung von Drosera rechingeri in Australien

## Verbreitung, Habitat und Status
Drosera rechingeri kommt nur auf einer kleinen Fläche im äußersten Südwesten Australiens vor. Die Pflanze gedeiht dort auf hellgelbem Sand unter dem Schutz von Banksia menziesii-Wäldern und in ähnlichen Böden auf niedrigem offenen Heideland

## Systematik
Drosera rechingeri wurde nach dem österreichischen Botaniker Karl Heinz Rechinger benannt.